# Zandaqa
Zindīq (arabe: زنديق) est un terme médiéval appliqué par les musulmans à des individus considérés comme ayant des opinions ou des pratiques contraires aux dogmes officielles de l'islam.

## Sous les Abbassides
Le terme arabe zindīq est un mot emprunté du moyen-persan zandik 𐭦𐭭𐭣𐭩𐭪, un terme zoroastrien d'étymologie et de signification incertaines (zandik (en)).
Zindīq (زنديق) ou Zandik (𐭦𐭭𐭣𐭩𐭪) était initialement utilisé pour désigner péjorativement les adeptes de la religion manichéiste dans l'Empire sassanide, alors de religion zoroastrienne. Cependant, au VIIIe siècle sous les Abbassides, la signification du mot zindīq et de l'adjectival zandaqa s'était élargie et pouvait dénoter de nombreuses choses: les dualistes gnostiques ainsi que les adeptes du manichéisme, des agnostiques et des athées,. Pourtant, bon nombre de ceux qui ont été persécutés pour zandaqa sous les Abbassides se sont déclarés musulmans, et lorsqu'ils ont été appliqués à des musulmans, l'accusation était que l'accusé nourrissait secrètement des croyances manichéennes. « La preuve d'une telle accusation a été recherchée, le cas échéant, dans une indication d'une sorte de dualisme, ou si cette personne bafouait ouvertement les croyances ou les pratiques islamiques. » En tant que tel, certains poètes musulmans des premiers temps abbassides pourraient ainsi être accusés de zandaqa autant qu'un véritable manichéen.
L'accusation de zandaqa était grave et pouvait coûter la vie à l'accusé,. Une histoire de l'époque cite le calife Abu al-'Abbas: « la tolérance est louable, sauf dans les domaines dangereux pour la croyance religieuse ou pour la dignité du souverain ». Le troisième calife abbasside, Al-Mahdi, a ordonné la composition d'œuvres polémiques pour réfuter les libres penseurs et autres hérétiques, et pendant des années, il a essayé de tous les emprisonner, les traquer, les exterminer, mettant à mort quiconque sur de simple soupçon d'être un zindiq. Les successeurs d'Al-Mahdi, les califes al-Hadi et Hâroun ar-Rachîd, ont poursuivi les pogroms, bien qu'avec une intensité réduite sous le règne de ce dernier et ont ensuite été abolis par lui,. Cette politique a à son tour influencé la politique de mihna d'al-Ma'moun qui visait les juristes et théologiens musulmans orthodoxes qui refusaient d'accepter la doctrine du Coran créé.
Les raisons de ces persécutions ne sont pas facile à déterminer. Zandaqa était considérée comme une menace pour l'islam, la société musulmane et l'État. Au VIIIe siècle, les normes islamiques étaient encore en cours d'élaboration et ne s'étaient pas encore cristallisées, et les musulmans étaient encore une petite minorité dans les vastes territoires gouvernés par le califat, et même ceux qui s'étaient convertis étaient perçus comme n'ayant été « imparfaitement » islamisés. Beaucoup de ces convertis étaient auparavant manichéens, et le manichéisme avec ses idéaux missionnaires bien développés avait connu une légère résurgence au début du règne du califat. En tant que tels, les Manichéens étaient perçus comme une menace pour la sécurité de l'élite religieuse musulmane et pour l'État abbasside. La menace était perçue comme étant particulièrement évidente dans la manière quasi-scientifique dont les Manichéens posaient des questions troublantes, leur habileté à créer une impression favorable dans le débat public et leur capacité à défendre leur propre vision du monde intellectuellement attrayante.

## Usage ultérieur
Avec le temps, les théologiens musulmans sont venus appliquer le zindiq au dissident criminel, un musulman qui a des croyances ou suit des pratiques contraires aux dogmes de l'islam et doit donc être considéré comme un apostat et un infidèle. Les juristes diffèrent quant à la formulation théorique du point d'exclusion, mais adoptent en fait généralement le critère pratique de la rébellion ouverte.
De nos jours, le terme zindiq est parfois utilisé pour désigner les membres de religions, sectes ou cultes qui sont originaires d'une société musulmane mais sont considérés comme des hérétiques ou indépendantes par les musulmans traditionnels.

## Zanadiqacélèbres et présumés
- Abu Nuwas
- Muhammad ibn Zakariya al-Razi[9] :227–230[10]
- Ibn al-Khatib[11]
- Ibn al-Muqaffa'[10]
- Abu Shakir[10]
- Abu Tammar Muttabib[10]
- Abou Issa al-Warraq[10]
- Ibn al-Rawandi[10]
- Al-Maʿarri
- Yazdan ibn Badhan (persan : یزدان پور باذان)
- Bashar ibn Burd
- Abu 'All Raja' ibn Yazdanbakht, un théologien manichéen pendant le califat d'al-Ma'mun (813-833 CE)[12].
- Abdulkarim ibn abi Al-Ouja'[10]
- Khalid al-Qasri (en)